# عثمان الخزيم
عثمان الخزيم فنان تشكيلي سعودي، ولد في الخرج عام 1375هـ (1955م). يعد من أبرز الأسماء في الجيل الثاني من أجيال الفن التشكيلي السعودي، ويحمل مؤهلاً في مجال الديكور من إيطاليا. أقام العديد من المعارض داخل وخارج السعودية من أبرزها معرض (الحرف العربي من أجل الحوار) في جنيف عام 2019م.

## معارض ومشاركات
- شارك في فعاليات الأيام الثقافية السعودية في بكين عام 2010م.[4]
- معرض شخصي في أتيليه جدة عام 2011م، وعرض فيه 90 عملاً بأحجام متفاوتة.[5]
- شارك في معرض تشكيلي تتضمن لوحاته القصائد المغناة لصاحب السمو الملكي الأمير الشاعر بدر بن عبد المحسن عام 2013م.[6]
- معرض (شمس اللون) أقامه خلال فعاليات معرض الرياض الدولي للكتاب عام 2014م.[7]
- معرض (غطوة) في صالة سما مدار المبدعين في الرياض عام 2017م، وتضمن المعرض 35 عملاً واستمر أربعة أيام.[8]
- معرض (الحرف العربي من أجل الحوار) الذي أقيم في جنيف برعاية من وزارة الخارجية السعودية عام 2019م بمناسبة افتتاح الدورة الثانية والأربعين لمجلس حقوق الإنسان.[9]
- معرض (حروف بدون كلمات) في جامعة الفاتيكان في روما عام 2019م، وأشرف على تنظيمه منظمة اليونسكو وبدعم من وزارة الخارجية السعودية.[10]
- معرض «حروف بدون كلمات» الذي احتضنه مقر منظمة الأمم المتحدة للتربية والعلوم والثقافة (اليونسكو) في باريس عام 2019م بمناسبة احتفاء المنظمة باليوم العالمي للغة العربية.[11]
- كتب زاوية (ريحة لون) في جريدة الجزيرة.[12][13]